# Кастаньяччо

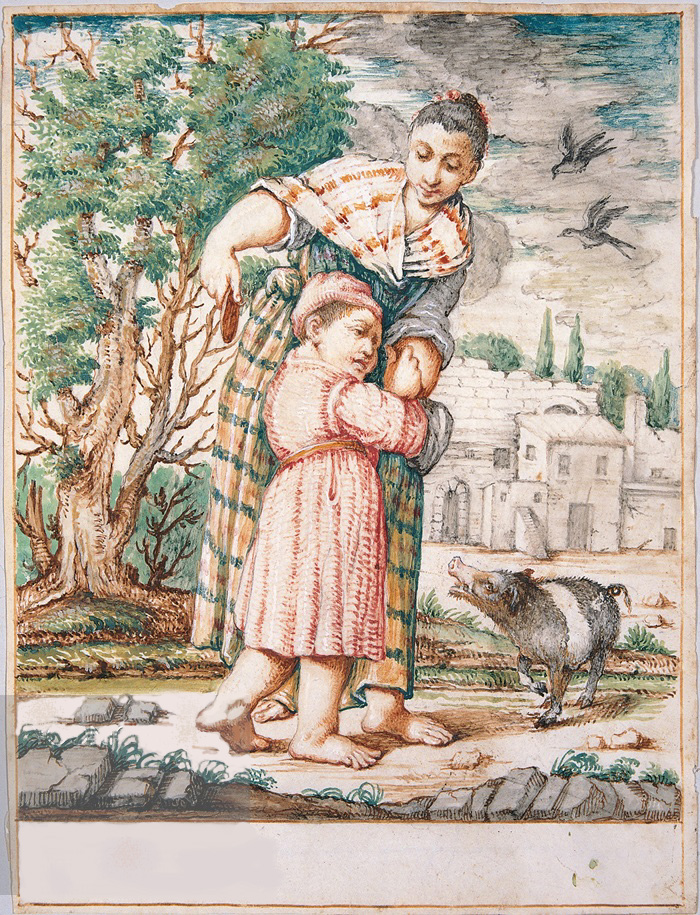
Сцена из итальянской сказки. Какасенно, которого успокаивают, показывая ему кастаньяччо: акварель (1736 г.), Джузеппе Мария Креспи

Кастанья́ччо (итал. castagnaccio, также известный как gnaccia, castignà, pattona, migliaccio, baldino, ghirighio, patòna или bòle) — кондитерское изделие, представляющее собой пирог из каштановой муки; родом из Сиены (Тоскана), распространено в итальянских регионах Лигурия, Пьемонт, Эмилия-Романья и Венеция, а также на французском острове Корсика. Существует также вариант кастаньяччо из региона Кампания.

## Описание
Кастаньяччо представляет собой типичный осенний десерт, приготовленный в духовке из смеси каштановой муки, воды, оливкового масла первого отжима, кедровых орешков и изюма. Местные вариации включают добавление других ингредиентов, таких как розмарин, апельсиновая цедра, семена фенхеля или сухофрукты.
Существуют также вариации толщины пирога и для обозначения таких вариаций иногда используются местные названия:
- очень тонкий пирог, распространенный прежде всего в Луниджане, где он называется «patona» или «castignà», и в Фоздиново)[6];
- самый известный кастаньяччо, тонкий пирог, называемый во Флоренции «migliaccio» и «ghirighio», также распространённый на флорентийской равнине (Кампи-Бизенцио, Сесто-Фьорентино и т. д.), в Прато и в Валь-ди-Бизенцио;
- более толстый пирог (распространенный в Тоскане и, в частности, в Лукке, где его называют «torta di neccio»[7], а также в Ливорно, сделанный в три сантиметра высотой, более плотный по составу и считающийся менее качественным, называемый «toppone»[8], и в Ареццо, где его называют «baldino»), разновидность сладкой поленты.

Идеальным дополнением к кастаньяччо считаются сыр рикотта и каштановый мёд, молодое вино или сладкие вина, такие как Vin Santo.

## История
Пирог из каштановой муки был основным сельским десертом в апеннинских районах, где основу рациона крестьянского населения составляли каштаны. Во время экономического роста после Второй мировой войны он утратил свою роль основного десерта в этих регионах, и теперь его готовят и продают в основном во время многочисленных фестивалей и праздников как осеннее лакомство.
Из текста «Комментариев к самым примечательным и чудовищным вещам в Италии и других местах» Ортенсио Ланди (Венеция, 1553 год) следует, что изобретателем кастаньяччо был некий «Пилад из Лукки», который «...первым сделал кастаньяцци и его за это хвалили».

## Рекомендации
Кастаньяччо был признан традиционным агропродовольственным продуктом по предложению следующих регионов:
- Эмилия-Романья
- Лацио
- Лигурия
- Пьемонт[4]
- Тоскана